# Cenega
Cenega (ang.Central European Games) – wydawca gier komputerowych z siedzibą w Polsce, specjalizujący się w wydawaniu kierowanych na rynki Europy Środkowej gier na komputery osobiste oraz konsole gier wideo. Przedsiębiorstwo współpracuje bezpośrednio z wieloma międzynarodowymi wydawcami i producentami oprogramowania.
Koncern posiada oddziały lokalne w Polsce, Czechach i na Słowacji. Od listopada 2021 Cenega S.A. należy do Tencenta.

## Historia
Holding Cenega powstał 31 października 2000 w Pradze, dzięki połączeniu IM Group Sp. z o.o z czeską spółką z branży gier komputerowych Bohemia Interactive s.r.o. Trzecim i największym partnerem został DBG Osteuropa Holding GmbH, fundusz venture capital, w którym partnerami są: Deutsche Bank, Mitsubishi, EBOiR oraz DEG.
W latach 2001–2002 spółka IM Group zmieniła nazwę na Cenega Poland, a Bohemia Interactive na Cenega Czechy. Powstała też firma Cenega Slovakia. Działalność wydawniczą rozpoczęła Cenega Publishing. W 2005 Cenega oraz wszystkie firmy wchodzące w skład koncernu stały się częścią 1C – rosyjskiego koncernu wydawniczego z siedzibą w Moskwie. Pod koniec listopada 2021 wszystkie akcje będące dotychczas w posiadaniu 1C i tym samym pakiet większościowy w polskiej spółce i jej spółkach zależnych objęło przedsiębiorstwo Tencent.

## Cenega S.A.
Cenega S.A. jest polskim oddziałem Cenegi, utworzonym z IM Group po połączeniu przedsiębiorstw IPS Computer Group i Mirage Media.
Zakres działalności obejmuje tłumaczenie, promowanie i wprowadzanie na rynek gier na komputery osobiste (PC) oraz konsole PlayStation 4, Xbox One, Nintendo Switch na czterech rynkach: czeskim, polskim, słowackim i węgierskim.
Cenega wydaje gry komputerowe w kooperacji z 1C Company, Activision, Bandai Namco Entertainment, Bethesda Softworks, Capcom, Konami, Paradox Interactive, PlayWay, Sega, Sold Out Software, Square Enix, Take-Two Interactive, Techland, Warner Bros. Interactive Entertainment oraz CD Projekt Red.
W katalogu wydawniczym Cenega znajdują się takie marki, jak Batman: Arkham, Borderlands, Doom, Fallout, Football Manager, Grand Theft Auto, Mafia, Mortal Kombat, Street Fighter, Tekken, The Elder Scrolls, Total War, Tomb Raider, Civilization, Lego, Wiedźmin czy Cyberpunk 2077.

### IPS Computer Group
IPS Computer Group został założony w 1991 roku jako jedna z pierwszych firm, które zajęły się sprowadzaniem legalnych gier komputerowych na wschodnioeuropejskie rynki, reklamując się sloganem „Bądź oryginalny – kup oryginał”. Od samego początku IPS Computer Group zaczął lokalizować wszystkie dystrybuowane przez siebie produkty, najpierw instrukcje i opakowania, później kompletny produkt. Pierwszą grą sprowadzoną do Polski przez IPS był Sid Meier's Civilization; podręcznik gry liczył 167 stron formatu A5, a dodatek techniczny – kolejne 18. Firma zrezygnowała z dystrybucji oprogramowania na komputery ośmiobitowe, co w Polsce było wtedy posunięciem ryzykownym – w roku powstania firmy, najpopularniejszym komputerem do gier było „małe” Atari, stanowiące 50% udziału w rynku według ankiety Top Secret. Komputery 16-bitowe miały udział około 10%.

### Mirage Media
Najstarszym rywalem IPS Computer Group było Mirage Media (wcześniej nazywane Mirage Software), firma założona w 1988 roku. Mirage zajmował się produkcją i sprzedażą gier na Atari XL/XE, Commodore 64 i Amiga a później na komputery PC oraz konsole (m.in. Atari Jaguar). Jako pierwsza firma w Polsce, już w 1995 roku, wprowadziła na rynek w pełni zlokalizowaną grę.

### Połączenie z IM Group
Rywalizacja zakończyła się połączeniem sił. Miało ono miejsce w kwietniu 2000, kiedy to utworzono wspólny zarząd, a spółka zmieniła nazwę na IM Group Sp. z o.o. IM Group zostało wyłącznym dystrybutorem gier produkcji Mirage Media s.c., zaś twórczą działalność Mirage przejęła nowa spółka – Mirage Interactive Sp. z o.o.

### Serie wydawnicze
Cenega Poland jest wydawcą serii gier:
- Edycja Kolekcjonerska – seria stworzona z myślą o kolekcjonerach chcących powiększyć kolekcję o pełne antologie danego tytułu (stąd w jednym produkcie znajdują się tytuły stare i najnowsze z danej serii), uzupełnione o dodatkowe materiały i poradniki w wersji drukowanej;
- Kolekcja Super$eller – gry obecne na rynku polskim od roku do dwóch lat;
- Kolekcja Klasyki – gry obecne na rynku polskim dłużej niż dwa lata;
- Kolekcja Klasyki PS2 – gry dostępne na konsole PS2 obecne na rynku dłużej niż 2 lata;
- PREMIUM GAMES – najlepsze premiery z oferty.

W seriach Super$eller i Kolekcja Klasyki dużą część oferty stanowią pełne antologie różnych popularnych tytułów, jak np. Railroad Tycoon, Hidden & Dangerous, Syberia, Commandos, URU oraz wiele innych.